# 第62回トニー賞
第62回トニー賞は、2008年6月15日に発表された。授賞式はラジオシティ・ミュージックホールにて開催され、その模様はCBSで生放送された。日本では同年6月29日にNHK・BS2で放送された。
最多候補となったのは、ミュージカル部門の『イン・ザ・ハイツ』 (In the Heights) で13候補、演劇部門では『8月の家族たち』の7候補が最多となり、それぞれ作品賞も受賞した。なお『イン・ザ・ハイツ』は、2014年4月、日本人キャストによる公演が東京他日本各地にて上演される。

## 候補作の統計
- 作品名の上段は日本語題、下段は原題。日本語題の横の括弧内には、他に著名な日本語題がある場合参考に併記。
- 日本語題のない作品は日本未上演。下段の括弧内は原作付きの作品に日本語題がある場合のみ併記。

| 候補数 | 作品名                                                                                       | カテゴリー                  | 受賞数 |
| ------ | -------------------------------------------------------------------------------------------- | --------------------------- | ------ |
| 13     | 『イン・ザ・ハイツ』 In the Heights                                                          | ミュージカル                | 4      |
| 11     | 『南太平洋』                                                                                 | ミュージカル （リバイバル） | 7      |
| 9      | 『サンデー・イン・ザ・パーク・ウィズ・ジョージ』 Sunday in the Park with George              | ミュージカル （リバイバル） |        |
| 7      | 『8月の家族たち』 August:Osage County                                                        | 演劇                        | 5      |
| 7      | 『ジプシー』 Gypsy                                                                           | ミュージカル （リバイバル） | 3      |
| 7      | Passing Strange                                                                              | ミュージカル                | 1      |
| 6      | 『ボーイング・ボーイング』                                                                   | 演劇（リバイバル）          | 2      |
| 6      | 『マクベス』                                                                                 | 演劇（リバイバル）          |        |
| 6      | The 39 Steps （原作は小説『三十九階段』）                                                    | 演劇                        | 2      |
| 5      | 『危険な関係』 Les Liaisons Dangereuses                                                      | 演劇（リバイバル）          | 1      |
| 4      | Cry-Baby （原作は映画『クライ・ベイビー』）                                                  | ミュージカル                |        |
| 4      | 『ロックンロール』 Rock 'n' Roll                                                             | 演劇                        |        |
| 4      | 『海をゆく者』 The Seafarer                                                                  | 演劇                        | 1      |
| 4      | 『ザナドゥ』 Xanadu（原作は映画『ザナドゥ』）                                                | ミュージカル                |        |
| 3      | A Catered Affair                                                                             | ミュージカル                |        |
| 3      | 『帰郷』 The Homecoming                                                                      | 演劇（リバイバル）          |        |
| 3      | The New Mel Brooks Musical Young Frankenstein （原作は映画『ヤング・フランケンシュタイン』） | ミュージカル                |        |
| 2      | The Little Mermaid （原作は映画『リトル・マーメイド』）                                      | ミュージカル                |        |
| 1      | 『帰れ、いとしのシーバ』 Come Back, Little Sheba                                             | 演劇（リバイバル）          |        |
| 1      | 『シラノ・ド・ベルジュラック』                                                               | 演劇（リバイバル）          |        |
| 1      | 『グリース』                                                                                 | ミュージカル （リバイバル） |        |
| 1      | Is He Dead?                                                                                  | 演劇                        |        |
| 1      | Mauritius                                                                                    | 演劇                        |        |
| 1      | November                                                                                     | 演劇                        |        |
| 1      | Thurgood                                                                                     | 演劇（リバイバル）          |        |
| 1      | 『トップ・ガールズ』 Top Girls                                                               | 演劇（リバイバル）          |        |

## 候補と受賞の一覧
太字となっているものは受賞である。
以下の作品・人物の日本語表記については
- 作品
  1. 日本で翻訳上演された際などに日本語題が付けられた作品は、日本語題で表記する
  2. 日本未上演ながら原作となった小説や映像作品に日本語題が付けられている場合はそれに準拠して表記する
（日本語題表記されている原作付き作品とその原題については候補作の統計の表を参照）
  3. 1.と2.が無い作品については、原題のままとする
- 人物
  1. 関わった作品の日本語による公式情報での表記に準ずる
  2. 1.が見当たらない場合は、NHKが2008年6月29日に行う授賞式の放送での表記に準ずる
  3. 2.で表記されなかった場合は、英語表記のままもしくはデータベースサイトなどを参考にして日本語表記する

### 演劇部門

#### 作品賞
- 『8月の家族たち』 （作：トレイシー・レッツ）
- 『ロックンロール』（作：トム・ストッパード）
- 『海をゆく者』（作：コナー・マクフィアソン）
- 『三十九階段』（作：パトリック・バーロウ）

#### リバイバル作品賞
- 『ボーイング・ボーイング』 （作：マルク・カモレッティ）
- 『帰郷』（作：ハロルド・ピンター）
- 『危険な関係』 （作：クリストファー・ハンプトン）
- 『マクベス』（作：ウィリアム・シェイクスピア）

#### 主演男優賞
- ベン・ダニエルズ - 『危険な関係』
- ローレンス・フィッシュバーン - Thurgood
- マーク・ライランス - 『ボーイング・ボーイング』
- ルーファス・シーウェル - 『ロックンロール』
- パトリック・スチュワート - 『マクベス』

#### 主演女優賞
- イヴ・ベスト - 『帰郷』
- ディアンナ・デュナガン - 『8月の家族たち』
- ケイト・フリートウッド - 『マクベス』
- S・エパサ・マーカーソン - 『帰れ、いとしのシーバ』
- エイミー・モートン - 『8月の家族たち』

#### 助演男優賞
- ボビー・カナヴェイル - Mauritius
- ラウル・エスパーザ - 『帰郷』
- コンリース・ヒル - 『海をゆく者』
- ジム・モートン - 『海をゆく者』
- デヴィッド・ピッチュ - Is He Dead?

#### 助演女優賞
- シニード・キューザック - 『ロックンロール』
- メアリー・マコーマック - 『ボーイング・ボーイング』
- ローリー・メトカーフ - November
- マーサ・プリンプトン- 『トップ・ガールズ』
- ロンディ・リード - 『8月の家族たち』

#### 演出賞
- マリア・エイトキン - 『三十九階段』
- コナー・マクフィアソン - 『海をゆく者』
- アナ・D・シャピロ - 『8月の家族たち』
- マシュー・ワーカス - 『ボーイング・ボーイング』

#### 装置デザイン賞
- ピーター・マッキントシュ - 『三十九階段』
- スコット・パスク - 『危険な関係』
- トッド・ローゼンタール - 『8月の家族たち』
- アンソニー・ワード - 『マクベス』

#### 衣装デザイン賞
- グレゴロー・ゲイル - 『シラノ・ド・ベルジュラック』
- ロブ・ハウエル - 『ボーイング・ボーイング』
- カトリナ・リンゼイ - 『危険な関係』
- ピーター・マッキントシュ - 『三十九階段』

#### 照明デザイン賞
- ケヴィン・アダムス - 『三十九階段』
- ハワード・ハリソン - 『マクベス』
- ドナルド・ホルダー - 『ボーイング・ボーイング』
- アン・G・ライトソン - 『8月の家族たち』

#### 音響デザイン賞
- サイモン・ベイカー - 『ボーイング・ボーイング』
- アダム・コルク - 『マクベス』
- イアン・ディクソン - 『ロックンロール』
- ミック・プール - 『三十九階段』

### ミュージカル

#### 作品賞
- 『クライ・ベイビー』
- 『イン・ザ・ハイツ』
- Passing Strange
- 『ザナドゥ』

#### 脚本賞
- 『クライ・ベイビー』 - マーク・オドネル、トーマス・ミーハン
- 『イン・ザ・ハイツ』 - Quiara Alegria Hudes
- Passing Strange - スチュー
- 『ザナドゥ』 - ダグラス・カーター・ビーン

#### 楽曲賞
- クライ・ベイビー - 作曲・作詞：David Javerbaum、アダム・シュレジンジャー
- 『イン・ザ・ハイツ』 - 作曲・作詞：リン＝マニュエル・ミランダ
- リトル・マーメイド - 作曲：アラン・メンケン、作詞：ハワード・アシュマン、グレン・スレイター
- Passing Strange - 作曲：スチュー、ハイジ・ローデワルド、作詞：スチュー

#### リバイバル作品賞
- 『グリース』
- 『ジプシー』
- 『南太平洋』
- 『サンデー・イン・ザ・パーク・ウィズ・ジョージ』

#### 主演男優賞
- ダニエル・エヴァンス - 『サンデー・イン・ザ・パーク・ウィズ・ジョージ』
- リン＝マニュエル・ミランダ - 『イン・ザ・ハイツ』
- ステュー - Passing Strange
- パウロ・ショット - 『南太平洋』
- トム・ウォパット - A Catered Affair

#### 主演女優賞
- ケリー・バトラー - 『ザナドゥ』
- パティ・ルポン - 『ジプシー』
- ケリー・オハラ - 『南太平洋』
- フェイス・プリンス - A Catered Affair
- ジェナ・ラッセル - 『サンデー・イン・ザ・パーク・ウィズ・ジョージ』

#### 助演男優賞
- ダニエル・ブレーカー - Passing Strange
- ダニー・バーンスタイン - 『南太平洋』
- Robin De Jesús - 『イン・ザ・ハイツ』
- クリストファー・フィッツェジェラルド - 『ヤング・フランケンシュタイン』
- ボイド・ゲインズ - 『ジプシー』

#### 助演女優賞
- de'Adre Aziza - Passing Strange
- ローラ・ベナンティ - 『ジプシー』
- アンドレア・マーティン - 『ヤング・フランケンシュタイン』
- オルガ・メレディズ - 『イン・ザ・ハイツ』
- ロレッタ・アブレス・セイヤー - 『南太平洋』

#### 演出賞
- サム・バントロック - 『サンデー・イン・ザ・パーク・ウィズ・ジョージ』
- トーマス・カイル - 『イン・ザ・ハイツ』
- アーサー・ローレンツ - 『ジプシー』
- バートレット・シエール - 『南太平洋』

#### 振付賞
- ロブ・アシュフォード - 『クライ・ベイビー』
- アンディ・ブランケンビューラー - 『イン・ザ・ハイツ』
- クリストファー・ガッテリ - 『南太平洋』
- Dan Knechtges - 『ザナドゥ』

#### 編曲賞
- ジェイソン・カー - 『サンデー・イン・ザ・パーク・ウィズ・ジョージ』
- Alex Lacamoire、ビル・シャーマン - 『イン・ザ・ハイツ』
- スチュー、ハイジ・ローデワルド - Passing Strange
- ジョナサン・チュニック - A Catered Affair

#### 装置デザイン賞
- デヴィッド・ファーリー、ティモシー・バード、The Knifedge Creative Network - 『サンデー・イン・ザ・パーク・ウィズ・ジョージ』
- Anna Louizos - 『イン・ザ・ハイツ』
- ロビン・ワグナー - 『ヤング・フランケンシュタイン』
- マイケル・イヤーガン - 『南太平洋』

#### 衣装デザイン賞
- デヴィッド・ファーリー - 『サンデー・イン・ザ・パーク・ウィズ・ジョージ』
- マーティン・パクレディナス - 『ジプシー』
- Paul Tazewell - 『イン・ザ・ハイツ』
- キャサリン・ズーバー - 『南太平洋』

#### 照明デザイン賞
- ケン・ビリングトン - 『サンデー・イン・ザ・パーク・ウィズ・ジョージ』
- ハウエル・ビンクリー - 『イン・ザ・ハイツ』
- ドナルド・ホルダー - 『南太平洋』
- ナターシャ・カッツ - 『リトル・マーメイド』

#### 音響デザイン賞
- Acme Sound Partners - 『イン・ザ・ハイツ』
- セバスチャン・フロスト - 『サンデー・イン・ザ・パーク・ウィズ・ジョージ』
- Scott Lehrer - 『南太平洋』
- Dan Moses Schreier - 『ジプシー』

### 特別賞
- 生涯功労賞
  - スティーヴン・ソンドハイム
- 地方劇場賞
  - シカゴ・シェイクスピア・シアター
- 特別賞
  - ロバート・ラッセル・ベネット